# 毛木犀
毛木犀（学名：Osmanthus venosus）为木犀科木犀属下的一个种。

## 扩展阅读
- 維基物種上的相關：毛木犀